# Catedral y abadía de la Asunción de María (Seckau)
La Catedral y Abadía de la Asunción de María o simplemente Abadía de Seckau (en alemán: Dom- und Abteikirche Mariä Himmelfahrt) es un monasterio benedictino, basílica y una concatedral en Seckau en Estiria, Austria. Pertenece a la diócesis de Graz-Seckau.
Seckau fue creada en 1140 por los agustinos. Una comunidad ya existente en Sankt Marein bei Knittelfeld se trasladó a Seckau en 1142. Este establecimiento se disolvió en 1782. A petición del arzobispo Konrad I de Salzburgo, el papa Inocencio II instituyó la fundación de la congregación y la transferencia a Seckau el 12 de marzo de 1143. La iglesia abacial, una basílica románica, fue construida desde 1143 hasta 1164, y fue consagrada el 16 de septiembre de 1164.
Durante siglos fue el lugar de sepultura de la línea austríaca de los Habsburgo. En 1930 fue declarada basílica menor por el Papa.

## Referencias

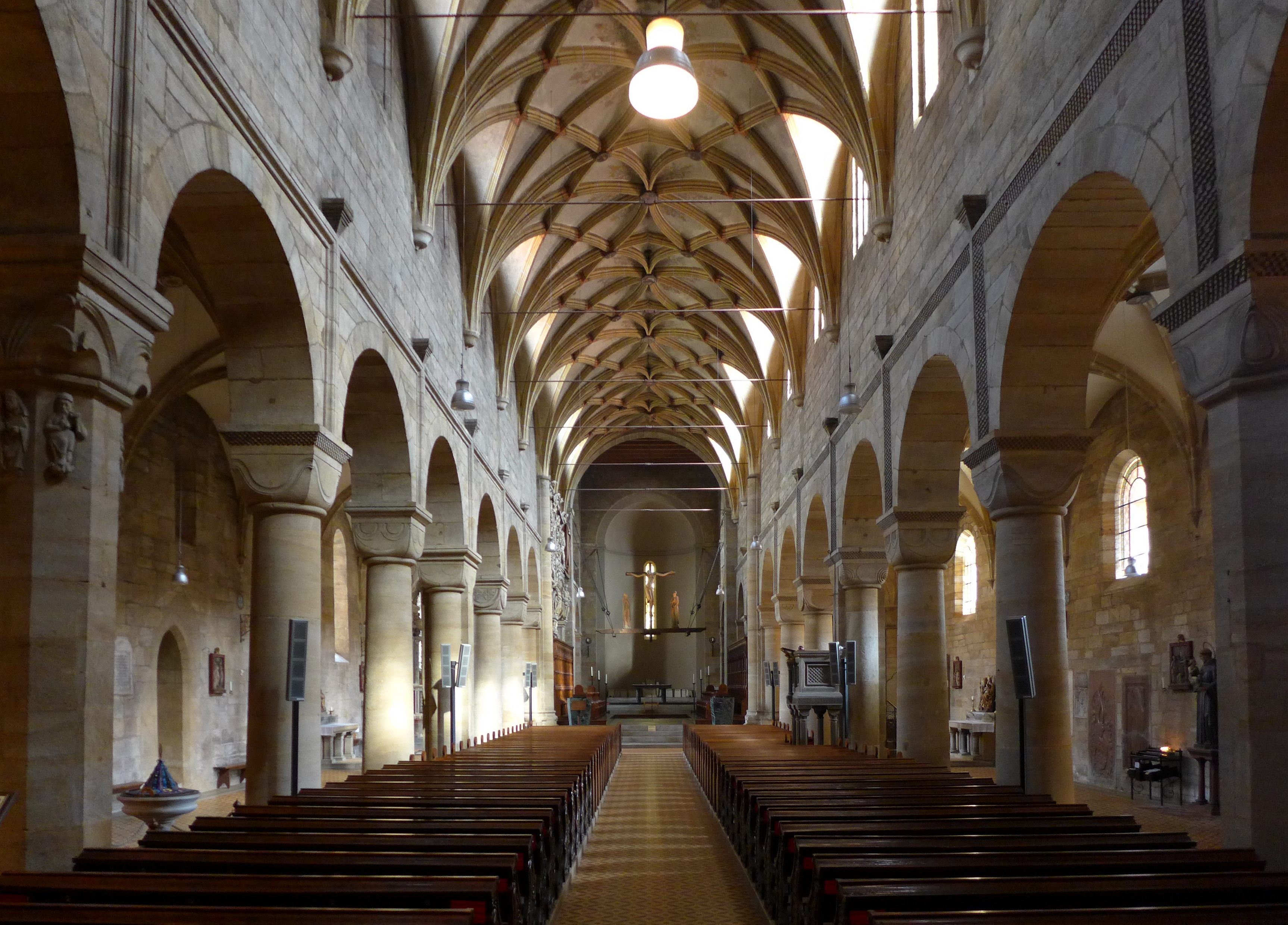
Vista interna de la Basílica